# La Promesse à Élise
 (juillet 2019).
Si vous disposez d'ouvrages ou d'articles de référence ou si vous connaissez des sites web de qualité traitant du thème abordé ici, merci de compléter l'article en donnant les références utiles à sa vérifiabilité et en les liant à la section « Notes et références ».
La Promesse à Élise est un roman français de Christian Laborie publié en 2017.

## Résumé
En 1955 Adèle, 19 ans, est prise comme instit à Saint-Jean-du-Gard. Elle a 30 élèves, dont Élise, muette et sans père. Elle va voir sa mère, Lucie, isolée, et s'initie au langage des signes. Elle apprend qu'elle est là depuis 1946 et qu'Élise n'est arrivée qu'à 7 ans. Lucie lui dit l'avoir abandonnée avant. En 1956 un oncle de Lucie donne à Adèle les « mémoires » d'Élise où elle dit que les Martin l'ont élevée, vers Saint-Jean. Adèle découvre qu'Élise parlait mais les Martin l'ont rendue muette. Elle donne le cahier à Lucie qui découvre aussi. Adèle promet à Élise de retrouver son père. Lucie lui dit qu'en 1945 elle a eu Élise de Wilhelm, SS déserteur. Ils ont été pris par des FFI qui ont confié Élise aux Martin et tué Wilhelm. Lucie avoue à Élise en 1961. Élise retrouve Wilhelm et la parole en 1962.